# Glenea lunulata
Glenea lunulata là một loài bọ cánh cứng trong họ Cerambycidae.